# Saint-Illiers-la-Ville
Saint-Illiers-la-Ville ist eine französische Gemeinde mit 356 Einwohnern (Stand 1. Januar 2022) im Département Yvelines in der Region Île-de-France. Sie gehört zum Kanton Bonnières-sur-Seine im Arrondissement Mantes-la-Jolie. Die Bewohner nennen sich Islériens. Die Gemeinde grenzt im Nordwesten an Lommoye, im Nordosten an Rosny-sur-Seine, im Osten an Perdreauville, im Südosten und im Süden an Bréval und im Südwesten an Saint-Illiers-le-Bois.

## Bevölkerungsentwicklung
| Jahr      | 1962 | 1968 | 1975 | 1982 | 1990 | 1999 | 2008 | 2014 | 2021 |
| --------- | ---- | ---- | ---- | ---- | ---- | ---- | ---- | ---- | ---- |
| Einwohner | 130  | 146  | 154  | 191  | 228  | 269  | 279  | 344  | 367  |

## Sehenswürdigkeiten
Siehe auch: Liste der Monuments historiques in Saint-Illiers-la-Ville
- Kirche Saint-Hilaire, gebaut im 16. Jahrhundert, das Portal ist seit 1928 als Monument historique klassifiziert

## Wirtschaft
Wirtschaftliche Schwerpunkte sind die Land- und die Energiewirtschaft.